# أمبروجيو بورتالوبي
أمبروجيو بورتالوبي (بالإيطالية: Ambrogio Portalupi)‏ (مواليد 25 يناير 1943 - الوفاة 5 يناير 1987) كان دراج إيطالي.

## سباقات أو مراحل فاز بها
- طواف سويسرا

## روابط خارجية
- أمبروجيو بورتالوبي على موقع أرشيف الدراجات (الإنجليزية)
- أمبروجيو بورتالوبي على موقع إحصائيات الدراجات الإحترافية (الإنجليزية)
- أمبروجيو بورتالوبي على موقع CycleBase (الإنجليزية)